# Lijst van voetbalinterlands Centraal-Afrikaanse Republiek - Equatoriaal-Guinea
Deze lijst van voetbalinterlands is een overzicht van alle officiële voetbalwedstrijden tussen de nationale teams van de Centraal-Afrikaanse Republiek en Equatoriaal-Guinea. De Afrikaanse landen speelden tot op heden drie keer tegen elkaar. De eerste ontmoeting was een wedstrijd op 17 december 1990 tijdens een vriendschappelijk toernooi in Malabo. Het laatste duel werd gespeeld tijdens een vriendschappelijk toernooi in Malabo op 7 september 2011.

## Wedstrijden
| № | Plaats     | Datum            | Competitie        | Wedstrijd                                          | Uitslag |
| - | ---------- | ---------------- | ----------------- | -------------------------------------------------- | ------- |
| 1 | Malabo     | 17 december 1990 | Vriendschappelijk | Centraal-Afrikaanse Republiek – Equatoriaal-Guinea | 3 – 3   |
| 2 | Libreville | 11 november 1999 | Vriendschappelijk | Centraal-Afrikaanse Republiek − Equatoriaal-Guinea | 2 − 4   |
| 3 | Malabo     | 7 september 2011 | Vriendschappelijk | Equatoriaal-Guinea − Centraal-Afrikaanse Republiek | 3 − 0   |

## Samenvatting
| Competitie        | Totaal gespeeld | Winst Centr.-Afrik. Rep. | Gelijk | Winst Equat.-Guinea | Doelsaldo Centr.-Afrik. Rep. – Equat.-Guinea |
| ----------------- | --------------- | ------------------------ | ------ | ------------------- | -------------------------------------------- |
| Vriendschappelijk | 3               | 0                        | 1      | 2                   | 5 − 10                                       |
| Totaal            | 3               | 0                        | 1      | 2                   | 5 − 10                                       |

Wedstrijden bepaald door strafschoppen worden, in lijn met de FIFA, als een gelijkspel gerekend.